# Assassin's Creed (серијал)
Assassin's Creed је акционо-авантуристички серијал видео-игара који се састоји од девет главних игара и низа пратећих материјала, закључно са 2015. годином. Игре су се појављивале на PlayStation 3, PlayStation 4, Xbox 360, Xbox One, Windows, Mac OS X, Nintendo DS, PlayStation Portable, PlayStation Vita, iOS, HP webOS, Android, Windows Phone платформама и на Wii U.
Игре су смештене у фиктивну историју реалних догађаја у свету и прати вековну борбу између Асасина, који се боре за мир слободном вољом, и Темплара, који желе мир путем контроле. Главне игре у франшизи је развио Ubisoft Montreal за једног играча, а Ubisoft Annecy за, са ручним насловима које је развио Gameloft  и Gryptonite Studios, са додатним развојем од стране Ubisoft Montreal-а. Серијал је добро примљен од стране публике и критике, и продато је 73 милиона копија од Априла 2014. године, и због тога је постала Ubisoft-ова најпродаванија франшиза. Серијал је инспирисала новела Alamut коју је написао словеначки писац Владимир Бартол, градећи се концептима из серијала Принц од Персије.

## Опис
Assassin's Creed игре се пре свега врте око ривалства између два древна тајна друштва: Асасина и Темплара и њихов индиректан однос према древној врсти која претходи човечанству, чије је друштво, заједно са много земљине биосфере, уништила масивна соларна олуја. Прави свет у игри хронолошки почиње 2012. године, где је протагониста Дезмонд Мајлс, шанкер који је потомак неколико редова истакнутих Асасина; иако је одгајан као Асасин, напустио је своју номадску породицу да би живео нормалнијим животом. На почетку га је киднаповала мегакорпорација Абстерго Индустрије, модерна верзија Темплара, који знају за Дезмондову лозу предака. Дезмонд је присиљен да користи "Анимус", уређај који му омогућава да искуси "сећања предака". Абстерго жели да открије локације неколико предмета, или "Делова Едена", који садрже велику моћ, да контролише човечанство и мења њихову судбину, уједињавајући човечанство у једну групу. Дезмонд такође среће малу групу модерних Асасина; пристаје да ради са њима, користи њихову верзију Анимуса (Анимус 2.0) да настави да истражује сећања својих предака да открију локације неких Делова Едена, да би их нашли пре Абстерга. Док доживљава ова сећања, неке од способности његових предака су се генетски улиле у Дезмонда, познат као Ефекат Крварења, дајући му неке од вештина Асасина његових предака по цену живота са више комплета сећања и личности у његовој глави глави.
У Анимусу, Дезмонд истражује сећања Асасина, укључујући Алтаир Ибн-Ла'Ахада (Altaïr Ibn-La'Ahad), осрамоћеног Асасина који ради на томе да се искупи за време Трећег крсташког рата; Ецио Аудиторе да Фиренце (Ezio Auditore da Firenze), Италијанског Асасина крајем 15. и почетком 16. века Ренесансне Италије, и Радунхакедун (Ratohnhaké:ton), познатог као Конор, Асасин који је полу-Мохиканац, полу-Британац током Америчке револуције. Кроз ове догађаје, Дезмонд учи о алузијама на пророчанство о крају света 2012. године од првобитног Анимус тест Субјекта 16, Субјект 16: догађај испада да је понављање катастрофе која збрисала древну цивилизацију, и сазнаје да су његова кључ за Земљино преживљавање друге олује. Током његових искустава, Дезмонду су помагале холограмске пројекције три вође древне цивилизације: Јупитер, Минерва и Џуно. Након што Дезмонд умре да би осигурао опстанак Земље, његовим сећањима, која су опстала у сајберспејсу, приступио је Абстерго, који унајмљује новог субјекта да приступи Анимусу. Нови субјект ослобађа сећања Едварда Кенвеја, Ратохнакетовог деде и гусара који је постао пират током колонијалних година Британије.

## Гејмплеј
Док је игра представљена преко протагонисте Дезмонда Мајлса, највећи део игре заснива се на сећањима Дезмондових предака кроз напредни уређај звани Анимус. Ово пружа средства диегетског сучеља, приказујући здравље Дезмондовок претка, опрему, циљеве, и остале карактеристике као део Анимусовог сучеља. Анимус је заснован на Асасину којег контролише играч да би одржао синхронизацију између Дезмонда и сећања његовог претка. Извођење радњи које се противе путем Асасина или умирање прекида синхронизацију и захтева од играча да се врати на задњи чекпоинт (контролна тачака). Furthermore, играч не може истраживати спољне области које Асасин није још искусио. Ту су и абнормалности у Анимусу од његових претходних корисника.
Док играте као лик Асасина, игре су буквално представљене из трећег лица у open world-у, са фокусом на притајеност и слободно трчање (freerunning). Игре користе структуру мисије да би пратиле главну причу, обично доделе играчу да изврши атентат јавне личности или тајну мисију. Алтернативно, доступне су неке споредне мисије, као што су мапирање експанзивних градова са неког узвишења праћено извођењем "Скока вере" у пласт сена испод, скупљање скривених блага по градовима, тражење реликвија по рушевинама, изградња братства асасина који ће извршавати задатке,
или финансирање обнове града кроз куповину и унапређење продавница и осталих објеката. У моментима, играч директно контролише Дезмонда, који је по природи употребе Анимуса научио Асасинске технике кроз ефекат крварења, као и њихову гентску способност Орловог Вида, које одваја пријатеља, непријатеља и мету за убиство тако што их осветљава различитим бојама. Кроз Анимус сучеље, играч може да се врати назад и проба било коју већ завршену мисију; на пример, у Assassin's Creed: Brotherhood, играч архивира боље резултате синхронизације изводећи мисију на специфичан начин, као на пример убијајући само мету те мисије.
Игрица користи концепт  "активних" против "пасивних" покрета, са "активним" покретима као сто су трчање, пењање на грађевине или скакање између кровова, како би упозориле на пажњу оближњих чувара. Када чувари добију знак за узбуни, играч мора или да се бори са њима или да им пробије видно поље и лоцира место за скривање, као што је пласт сена или бунар, и чека док се узбуна чувара не смањи. Борбени систем омогућава број јединствених оружја, оклопа и потеза, укључујући употребу скривеног сечива постављеног у наруквици на асасиновој руци, и такође може бити употребљено за тиху елиминацију мета.

## Историја издања
| Временски период      | Наслов                                | Година | Конзоле                                                 | Рачунари      | Преносиве конзоле    | Мобилне                                     | Остало |
| --------------------- | ------------------------------------- | ------ | ------------------------------------------------------- | ------------- | -------------------- | ------------------------------------------- | ------ |
| Трећи крсташки рат    | Assassin's Creed                      | 2007   | PlayStation 3, Xbox 360                                 | Windows       | —                    | —                                           | —      |
| Трећи крсташки рат    | Assassin's Creed: Altaïr's Chronicles | 2008   | —                                                       | —             | Nintendo DS          | Android, iOS, Symbian, webOS, Windows Phone | —      |
| Трећи крсташки рат    | Assassin's Creed: Bloodlines          | 2009   | —                                                       | —             | PlayStation Portable | —                                           | —      |
| Ренесанса             | Assassin's Creed II                   | 2009   | PlayStation 3, Xbox 360                                 | OS X, Windows | —                    | Symbian                                     | OnLive |
| Ренесанса             | Assassin's Creed II: Discovery        | 2009   | —                                                       | —             | Nintendo DS          | iOS                                         | —      |
| Ренесанса             | Assassin's Creed: Brotherhood         | 2010   | PlayStation 3, Xbox 360                                 | OS X, Windows | —                    | Symbian                                     | OnLive |
| Ренесанса             | Assassin's Creed: Revelations         | 2011   | PlayStation 3, Xbox 360                                 | Windows       | —                    | Android, Symbian                            | OnLive |
| Колонијално доба      | Assassin's Creed III                  | 2012   | PlayStation 3, Xbox 360, Wii U                          | Windows       | —                    | Symbian                                     | —      |
| Колонијално доба      | Assassin's Creed III: Liberation      | 2012   | PlayStation 3, Xbox 360                                 | Windows       | PlayStation Vita     | —                                           | —      |
| Колонијално доба      | Assassin's Creed IV: Black Flag       | 2013   | PlayStation 3, Xbox 360, Wii U, PlayStation 4, Xbox One | Windows       | —                    | —                                           | —      |
| Колонијално доба      | Assassin's Creed Rogue                | 2014   | PlayStation 3, Xbox 360                                 | Windows       | —                    | —                                           | —      |
| Колонијално доба      | Assassin's Creed Identity             | 2014   | —                                                       | —             | —                    | Android, iOS                                | —      |
| Француска револуција  | Assassin's Creed Unity                | 2014   | PlayStation 4, Xbox One                                 | Windows       | —                    | —                                           | —      |
| Империјална Кина      | Assassin's Creed Chronicles: China    | 2015   | PlayStation 4, Xbox One                                 | Windows       | PlayStation Vita     | —                                           | —      |
| Викторијанско доба    | Assassin's Creed Syndicate            | 2015   | PlayStation 4, Xbox One                                 | Windows       | —                    | —                                           | —      |
| Империја Сика         | Assassin's Creed Chronicles: India    | 2016   | PlayStation 4, Xbox One                                 | Windows       | PlayStation Vita     | —                                           | —      |
| Октобарска револуција | Assassin's Creed Chronicles: Russia   | 2016   | PlayStation 4, Xbox One                                 | Windows       | PlayStation Vita     | —                                           | —      |
| Стари Египат          | Assassin's Creed Origins              | 2017   | PlayStation 4, Xbox One                                 | Windows       | —                    | —                                           | —      |
| Пелопонески рат       | Assassin's Creed Odyssey              | 2018   | PlayStation 4, Xbox One                                 | Windows       |                      |                                             |        |

1. ↑  Released under the title Assassin's Creed: Liberation HD for Microsoft Windows, PlayStation 3 and Xbox 360.
2. ↑  Originally announced as part of the season pass for Assassin's Creed Unity.
3. ↑  To be released as a compilation titled Assassin's Creed Chronicles Trilogy Pack.

## Главни серијал

### Assassin's Creed
Дезмонда је заробио Абстерго и присилио га да користи машину звану Анимус да би истражио Алтаир Ибн-Ла'Агадова сећања за време трећег крсташког рата. Дезмонд почиње да сведочи догађаје након што је Алтаир прекршио сва три начела Асасинског Братства док је покушао да заустави Роберта де Саблеа да не узме Део Едена. Ал Муалим, вођа братства, своди Алтаиру чин на почетника и даје му задатак да убија девет витеза Темплара, укључујући де Саблеа, да би повратио свој првобитни чин. Алтаиров задатак га коначно наводи да се сусретне са де Саблеом у присуству краља Ричарда I Лавље Срце упозоравајући краља о де Саблеовој завери да ће да га убије. Алтаир савлађује де Саблеа, али његовим последњим речима, де Сабле открива да има десет Темплара, задњи је Ал Муалим, који има Део Едена. Алтаир се враћа да се суочи са Ал Муалимом, покушавајући да се бори против илузија које је створио Део, али коначно убија Ал Муалима. Када је Алтаир повратио део, он—и они који гледају Анимус—су сведочили холограмској мапи која је показивала где се налазе остали предмети на свету. Дезмонд је извучен из Анимуса, и умало бива убијен, али живот му је поштедела Луси Стилмен, Асасин који ради као кртица у Абстергу, јер сама тврди да ће можда морати да му даље истраже сећање касније. Он сазнаје да му је почетни субјекат оставио поруку коју само Дезмонд може да види, која предвиђа смак света 2012. године.
Први Assassin's Creed је увео елементе који ће остати као темељ осталим деловима. Игрица покушава да направи историјску верзију Масијафа (локација братства), Јерусалима, Акоа и Дамаска, и укључује бројне документоване историјске фигуре у причи. Виртуализовани систем Анимус, слободно трчање, пењање, скривање и елементи паркура су приказани у овом наслову, као и иницијално формулисање система борбе. Играч би морао да заврши неколико споредних мисија пре него што би могао да добије асасин мисију од локалног вође братства у сваком граду, мада ће будуће игрице напустити овај услов.

### Assassin's Creed II
Луси се враћа и избавља Дезмонда из Абстерга, води га у сигурну кућу Асасина и представља га Шауну, историчару, и Ребеки, њиховој техничкој подршци. Користећи побољшану верзију Анимуса, Дезмонд сведочи о Ециу Аудиторе да Фиренци, младом племићу са краја 15. века у Фиренци, непосредно пре погубљења Ециове браће и оца по налогу званичног корумпираног рада за Темпларе. Он, његова мајка и сестра су се сакрили у вили Монтериђиони која припада његовом ујаку Мариу, који тренира Ециа на Асасински начин. Ецио и Марио откривају да је Родриго Борџија вођа Темплара који су саучесници у погубљивању његове породице, и уз помоћ савезника као што је Леонардо да Винчи, методично убија нижеразредне Темпларе и сазнаје да се Борџија домогао Дела Едена по имену Јабука. Коначно, Ецио је сатерао Борџију у ћошак, који му предаје Део и бежи; Ецио је уврштен у редове Братства и верује се да је пророк на основу њиховог кодекса. Деценију касније, Братство сазнаје да је Борџија постао Папа Александар VI, користећи утицај цркве да ојача Темпларе. Ецио упада у Ватикан  и супротставља се Борџији, откривајући да је папин штап такође Део Едена. Победивши Борџију и поштедевши му живот, Ецио користи Јабуку и папин штап да открије одају древне технологије. Унутра му се обратио холограм жене која себе назива Минерва и који говори директно Дезмонду кроз Ециа. Минерва објашњава како њена цивилизација претходи човечанству, али их је велика катастрофа скоро избрисала и објашњава да ће се још једна таква катастрофа догодити, стављајући наду човечанства у Дезмондове руке. При овом открићу, Дезмонда и његове савезнике је пронашао Абстерго па су они морали побећи из сигурне куће.
Слично као у првој игри, радња Assassin's Creed-a се одвија у историјским реконструкцијама градова Венеције, Фиренце, Форлија, Сан Ђимињана, у сеоском делу Тоскане и укључује догађаје током тог периода као део приче. Мисије су подељене у мисије главне приче које се даље деле на секвенце сећања истакнутих делова Ециовог живота и споредне мисије које се могу завршити у било ком тренутку; овакав приступ структури мисија остаје доследан и у другим играма ове франшизе. Вила Монтериђиони обезбеђује неколико функција које се могу проширити унапређивањем или надоградњом околних грађевина или куповином уметничких дела, оружја и украса за вилу; за узврат, вила ће пружити имућност за играча стопом на коју утиче куповина ових предмета. Додатни задаци укључују лоцирање тајних Асасин печата и тражење скривених трагова остављених од стране "Субјекта 16", првобитног корисника Анимуса, који указује на природу Минервине цивилизације.

### Assassin's Creed: Brotherhood
Дезмонд и његови савезници су се повукли у Монтериђиони вилу, и Дезмонд поново улази у Анимус да би наставио Ециова сећања, посебно да би нашао локацију Јабуке. Након сусрета са Родриго Борџијом, Ецио се вратио у Монтериђиони, али су вилу убрзо напале силе које су биле под командом Чезаре Борџијом, Родриговим сином. Марио је убијен и Јабука је украдена. Ецио се заклео да ће се осветити тако што ослобађа Римљане. Док Ецио ради тајно на окретању града против Борџија, добија следбенике који желе да се придруже његовом случају, и он их тренира на Асасински начин. У покушају да убије Чезара и Родрига у замку Сант'Ангело, Ецио сведочи Чезару који присиљава свог оца да поједе отровану јабуку коју је Родриго припремио да убије његовог сина. Ецио јури Чезара и на крају га заробљава и узима Јабуку назад. Чезаре је одведен у затвор у Вијани, у Шпанији, али је успео да побегне уз помоћ својих савезника. Асасини воде битку против Чезара и осталих лојалних трупа Борџија. На послетку Ецио је баца Чезара са зидина замка и убија га. Без даљих претњи на видику, Ецио узима Јабуку и сакрива је испод Колосеума. У садашњости, Дезмонд успева да прође кроз подземне одаје испод Колосеума да би лоцирао Јабуку. Како ју је подигао, Дезмонд сведочи још једној холограмској фигури, која себе назива Јуно и која контролише Дезмонда да убоде ножем Луси (зато што је Луси пребегла Темпларима) пре него што је пао у кому.
Brotherhood дели многе карактеристике са претходном игром, додуше одвија се првенствено у Риму. Слично као у вили, играч може да троши новац да би купио и унапредио продавнице и друге установе теком целог града да би повећао приход који могу да скупе од тога; међутим, од играча ће се тражити да уништи Борџијине куле које контролишу разне пределе града пре него што могу да ураде то. Уведено је Братство Асасина, којим, након спашавања грађана од неких догађаја, играч може позвати грађане да се придруже Асасинима; они могу бити послати на удаљене локације преко Европе да скупљају искуство и новац, или могу бити позвани да помогну играчу директно у мисији. По први пут у франшизи, игра уводи онлајн мултиплејер. Играчи играју као запослени у Абстергу, који, кроз коришћење Анимуса, преживљавају сећања Ренесансних Темплара у различитим модовима за игру.

### Assassin's Creed: Revelations
Дезмонд се освешћује у виртуелној зони у Анимусу, острво Анимуса, где среће дигиталну личност Субјекта 16. Субјект 16 објашњава да од трауме коју је претрпео од избадања Луси, Дезмонд мора да прође сећања од Алтаира и Ециа да би могао одвоји свој ум од њихових и да би могао да се пробуди из коме; међутим, то би дестабилизовало острво док Анимус враћа сегменте сећања и у једном тренутку Субјект 16 жртвује себе да би Дезмонд могао да настави. Дезмонд се враћа у Ециову причу много година након Brotherhood-a, где Ецио жели да сазна о пореклу Асасина и путује у Масијаф да би пронашао њихово прво утврђење. Проналази Алтаирову библиотеку, она је међутим закључана са пет кључева које Темплари траже такође, верујући да у њој лежи велика моћ. Ецио путује у Константинопољ током Отоманског доба где је речено да је Николо Поло сакрио кључеве и наилази на град узбуркан свађом браће Селима и Ахмета који се надмећу за титулу Султана, иза које стоје Темплари. Тражећи кључеве, Ецио среће и заљубљује се у Софију Сартор. Ахмет је временом откривен као темпларски агент, Селим га убија и Ециу захваљује за помоћ, али га протерује из града зарад сопственог добра.
Ецио, и кроз њега Дезмонд, користи кључеве да види Алтаирова сећања након смрти Ал Муалима. Оне показују да је Алтаир изгубио жену и најмлађег сина усред државног удара унутар одреда Асасина праћен двадесетогодишњим самонаметнутим изгнанством. Временом, Алтаир се вратио у Масијаф, убио узурпатора и повратио контролу. На ивици смрти, Алтаир је уписао своја сећања у кључеве и дао их његовом пријатељу Николу који их крије на удаљеном месту, пре нестајања у својој библиотеци заувек. У Ециовој садашњости, он и Софија иду у Масијаф и отварају библиотеку и налазе Алтаиров леш и Део Едена који је запосео. Ецио оставља Део као и његову опрему и разговара директно са Дезмондом, знајући да је само проводник за њега и нада се да ће наћи одговоре који су му потребни. Дезмонду онда прилази још једна холографска фигура, Јупитер, која објашњава да је њихова цивилизација безуспешно покушала да искористи технологију да заустави уништење Земљине површине од соларне бакље, али су сачували своје складиште знања у неколико сводова повезаних са централним сводом који Дезмонд мора да искористи да заустави сличан догађај који ће се ускоро догодити; Дезмонд препознаје локацију у Новој Енглеској. Буди се из коме и налази Ребеку, Шона и на изненађење, његовог оца Вилијама. Након сазнања да је Луси умрла од убода које јој је он нанео, он их информише о локацији у Њујорку, о Храму који ће спасити човечанство.
Revelations укључује доста нових система, укључујући додатна оружја. Прављење бомби је сада доступно, дозвољавајући играчу да прави експлозиве, тактичке и бомбе за ометање, користећи материјале нађене кроз свет и на мисијама удружења Асасина. Како играч напредује, Ецио може да тренира нове регруте да бране јазбине (главне штабове Асасина) и унапређену секцију мисија Асасина названа "Одбрана Медитерана" у којима играч ради на томе да отргне контролу разних градова од Темплара. Уведено је и сечиво са куком, које се може користити за слободно пењање (за кретање преко жица и лакше пењање) и у борби (манипулисање непријатељима). Орловски Вид је унапређен у Орловски Осећај, који допушта Ециу не само да види где су његови непријатељи и мете већ и где су били и где ће бити. Мод за више играча се враћа у Revelations, овог пута са више ликова, модова, мапа и напредујући кроз нивое искуства, играч учи више о историји Абстерга.

### Assassin's Creed III
Дезмонд и његови пријатељи стижу на праг Храма у пећини у делу Њујорка 31. октобра 2012. године, и отварају врата користећи Јабуку Едена, откривајући иза тих врата већу одају испуњену технологијом Претходника, укључујући још једна врата за која је потребан кључ. Дезмонд одједном пада у фугу и стављен је у Анимус. Ту он преживљава сећања полу Мохиканца, полу Британца који се зове Радунхакедун(Ratonhnhaké:ton),  касније названог Конор (Ахил га је овако називао у сећање на свог умрлог сина), који је живео током Америчке Револуције, као и Коноров отац, Хејтам Кенвеј, који је касније откривен као британски агент Темплара. Кенвеј је отишао у америчке колоније са украденим медаљоном, регрутовао је савезнике Темплара укључујући Чарлс Лија и радио је на томе да задобије поверење Мохиканаца да би му показали где се налази Храм, али на његову несрећу, медаљон није отворио Храм. Конор, као младић, гледа како Ли и његове трупе пале његово село и убијају његову мајку; годинама касније, њему је показан Део Едена, кроз који Џуно прича са њим и налаже му да се тренира код Мајстора Асасина Ахила Дејвенпорта. Ахил води Конора и учи га о Асасинима и упознаје га са патриотама Револуције, кроз које Конор зауставља неколико планова Темплара да спутају њихов напредак укључујући и покушај убиства Џорџа Вошингтона. Током ових сећања, Дезмонд се опоравља од фуге и помаже својим пријатељима да поврате изворе моћи да оснаже Храм расутих по планети, укључујући један који Абстерго има за себе.
Конор се временом сусреће са својим оцем, али Кенвеј нуди примирје, зато што је и он за петама Бенџамину Черчу због узурпирања његовог ауторитета. Током истраживања, Кенвеј упозорава Конора о Патриотама, забринут да савез разних племена са Британцима настоји да уклони Конорове људе из земље. Конор је коначно уловио Лија и убија га, узимајући медаљон и уништавајући претњу Темплара. Он је потиштен када сазнаје на то да је његово село напуштено у замену за Део Едена; Џуно му говори да сакрије медаљон. Како се 21. децембар ближи и знаци соларне бакље почињу да настају, Дезмонд и његови пријатељи налазе закопани медаљон и користе га на унутрашњим вратима Храма, иза којих је контролна сфера. Џуно се појављује и охрабрује Дезмонда да је дотакне, али се појављује и Минерва и упозорава га да престане, упозорава да ће ово ослободити Џуно у облику у ком може да заштити од сунчеве бакље, али ће представљати опасност по човечанство у будућности. Џуно одговара, објашњавајући да би Минерва радије да избрише већину човечанства, са Дезмондом који би био сигуран у Храму да би се појавила као религијска фигура да води преживеле али би на крају довела до конфликта. Дезмонд ослобађа Џуно, верујући да ће човечанство имати боље шансе у борби против Џуно. Док његовим телом хара енергија из контролне сфере, заштитни слој се појављује изнад Земље и штити је од соларне бакље. Џуно говори сада палом Дезмонду да је његов посао готов и да је сада време да она одради свој посао.
Assassin’s Creed III је по структури сличан претходним игрицама, са мисијама које се догађају на отвореној мапи у Колонијалном Бостону и Њујорку и нуди велике пределе дивљине, на Граници и на фарми Дејвенпорта, где играчи могу да лове животиње за материјале, који затим могу бити коришћени за прављење добара која могу да се трампе и продају широм колонија. Морске битке су уведене, где играч мора да управља ратним бродом Акилом у опасним водама и изводи битке брод против брода са топовима и монтираним топовима. У Assassin’s Creed III постоји велики асортиман мини мисија за играње и мноштво различитих одела за куповину док играч напредује кроз игру. Аспекти модерног доба су такође проширени и истакнуте мисије које се одвијају, поред осталих локација, у Менхетну, Риму и Бразилу.

### Assassin's Creed IV: Black Flag
Узорци преузети из тела Дезмонда Мајлса у тренуцима после његове смрти допустили су Абстерго индустријама да наставе са истраживањем његових генетских сећања користећи новооткривене способности Анимуса. Безимени играч је ангажован од стране Абстерговог одсека за забаву да пројури кроз сећања Едварда Кенвеја, пирата из 18. века и Коноровог деде. Привидно, ово се ради да би се скупио материјал за интерактивни филм кога покреће Анимус, али у стварности, Абстерго и Темплари су у потрази за Обсерваторијумом, грађевином Претходника која допушта кориснику да гледа кроз очи субјекта. Као Кенвеј, играч мора да открије заверу између високо позиционираних Темплара који манипулишу британским, шпанским и француским царством у лоцирању Мудраца – касније идентификованог као Бартоломео Робертс –  једини човек који их може одвести до Обсерваторијума.
У данашњем времену, играч је контактира Џон, Абстергово ИТ стручњак. Џон убеђује играча да његови послодавци знају више него што излажу и охрабрује га да истражује детаљно. Он сређује играчу приступ у језгро Анимуса, када се већ Џуно материјализује у вантелесну форму. Она открива да иако је било потребно да се отвори њен храм да се спречи катастрофа, свет још није спреман за њу и она није у могућности да утиче на њега или запоседне играча као што су њени агенти намеравали. Џон је разоткривен као реинкарнација Мудраца и покушава да убије играча да би прикрио пропали покушај оживљавања Џуно, али га Абстергово обезбеђење убија пре него што је успео. Како Робертс, Мудрац признаје Кенвеју да он не дугује верност Асасинима или Темпларима и уместо тога користи било кога за ког мисли да представља најбољу шансу за достизање његових циљева.

### Assassin's Creed Rogue
У марту 2014, сазнато је да је игра под шифром „Комета“ у развоју, за објављивање за PlayStation 3 и Xbox 360.  Крајем месеца, накнадне дојаве су потенцирале да ће „Комета“ бити смештена око 1758. године у Њујорку, као и то да је истакнута пловидба по Атлантском океану. Игра би била директан потомак Black Flag-a и главни лик би био темплар по имену Шеј. Хејтам Кенвеј из III и Адевале из Black Flag-a би се такође појавили.  5. августа, Ubisoft је официјелно најавио игру као Assassin’s Creed Rogue. Главни лик игре је Шеј Патрик Кормак, први у франшизи и радња је смештена током седмогодишњег рата преко разних локација у Северној Америци.  Требало би „да попуни рупе“ између прича III и Black Flag-a и има „ најбитнију везу у саги Кенвеја“, као и повезивање са Unity-јем.  Пуштена је у продају у Северној Америци на PlayStation 3 и Xbox 360 11. новембра 2014. и у Европи и Аустралазији 13. новембра 2014. За Windows је пуштена марта 2015.

### Assassin's Creed Unity
Дана 19. марта 2014, изашле су слике наредне игре, шифроване као Unity, показујући новог асасина у Паризу. 21. марта, Ubisoft је потврдио постојање игре, која је у развоју више од 3 године, дајући пре-алфа снимак игре. Игра, у којој је новина до 4 играча у кооперативном моду, први пут у серијалу, је смештена у Паризу на почетку Француске Револуције и прати Арноа Дориана и његове асасине. Пуштена је у продају у Северној Америци за PlayStation 4, Xbox One и Windows 11. новембра 2014. и у Европи и Аустралазији 13. новембра 2014.

### Assassin's Creed Syndicate
У децембру 2014, слике и информације су процуриле за нову Assassin’s Creed игру, шифровану под називом Victory, која је касније потврђена од стране Ubisofta. Victory ће бити пуштен у продају у касној 2015-ој за Microsoft Windows, PlayStation 4 и Xbox One и игрицу прави Ubisoft Quebec. Радња ће бити смештена у 1868, Викторијанско доба Лондона и имаће новог протагонисту.  У Мају 2015, Котаку је изјавио да ће се уместо Victory звати Syndicate. 12. маја 2015, игра је официјелно најављена од стране Ubisoftа.  Верзија за PlayStation 4 и Xbox One је објављена 23. октобра 2015, док је за Windows верзија пуштена 19. новембра 2015.

### Assassin's Creed Origins
Игра је објављена 27. октобра 2017. године.
Игра је наставила да користи AnvilNext 2.0 енџин из 2014. године.
Радња је смештена између 49. и 47. године пре нове ере у древном Египта и бави се фиктивним догађајима везаним за личности из стварног света.
Прича прати Медјаја по имену Бајек и истражује порекло дугогодишњег сукоба између Братства убица, који се боре за мир промичући слободу, и Реда Древних - претече Темпларског Реда - који желе мир кроз присилно наметање реда.
Origins је добио позитивне критике од критичара, који су похвалили причу, ликове, гласовну глуму, прерађен гејмплеј-системе, потресни свет Египта, историјску прецизност и визуелне ефекте, док су критиковали неке тематске и техничке проблеме

### Assassin's Creed Odyssey
Игра је објављена 5. октобра 2018. године, а да користи AnvilNext 2.0 енџин из 2014. године.
Радња је смештена 431. године пре нове ере у Атини и Спарти и бави се фиктивним догађајима везаним за Пелепонески рат, а иначе радња се дешава 400 година пре претходне игре Assassin's Creed Origins.
Игра описује тајну измишљену историју постављену током Пелопонеског рата, који је вођен између градова-држава Грчке. Играч преузима улогу плаћеника и може се борити за Делиан лигу, коју води Атина, или Пелопонеску лигу, коју води Спарта. Главна прича игре је да играч који покушава да обнови своју разломљену породицу након што су они и њихов брат били бачени са литице у младости и остављени да умру по заповести Спартанског пророчишта.Паралелне линије задатака баве се истребљењем малигног култа које покрива грчки свет, и открићем артефаката и чудовишта из времена Атлантиде.
Игра је због својих визуелних приказа, борби, прича и ликова добила позитивне критике.

## Остале игре

### Assassin's Creed: Altaïr's Chronicles
Одред Асасина је послао Алтаир Ибн-Ла'Ахада на мисију да поврати путир из руку Крсташа и Сарацена. Алтаир покушава да нађе три различита магична кључа, онда да отпутује у Јерусалим како би се суочио са главним Витешким Темпларом, Басилиском. У самом тренутку доласка, сазнаје да Чалис није објекат, него жена која се зове Ада која открива да је Алтаир преварен од стране асасина који се зове Хараш, који је сада дупли агент за Темпларе. Након што је убио и Хараша и Басилиска, Алтаир намерава да сачува киднаповану Аду од заточеништва али је прекасно. Игра се завршава са заточеном Адом која отпловљава и оставља Алтаира у светој земљи.

### Assassin's Creed: Bloodlines
Алтаир је отпутовао на Кипар из свете земље да би побио последње остатке Темплара. Овде Алтаир опет среће Марију и они путују заједно да убију остале Темпларе и да сазнају нешто више о Јабуци Едена и мистериозним Темпларским архивама где је како се верује сакривено још оваквих предмета. Алтаир успева да убије новог Великог Вођу Темплара, Арманда Боушарта и његове пратиоце, али открива да је садржај архива већ пребачен са Кипра.

### Assassin's Creed II: Discovery
Након губитка Јабуке Едена код Ђиролама Савонароле, Ециу је речено да се сретне са Антонијем, његовим Асасином. Радећи то, Ецио налази Антонија са још једни човеком по имену Луис Сантанђел, који пита Езиа да спаси његовог пријатеља Кристофа Коромба од претпостављене темпларске замке коју је наместио Родриго Борџија. Ецио спашава Кристофа из замке и информисан је да је Асасине у Шпанији ухватио и погубио Томас Торкемада. Ецио, који осећа да је његова дужност да спасе Асасине, креће за Шпанију да се бори против шпанске инквизиције. Током пута, Ецио сазнаје да је Торкемади Родриго Борџија наредио да почини ове злочине, који наводи Торкемаду да верује да Бог тако жели. Ецио такође сазнаје да су његови блиски савезници, Луис Сантанђел и Рафаел Санчез заправо Асасини. Када је коначно ухватио Торкемаду, Ецио одлучује да га не убије мислећи да је Торкемада само заведен од стране Борџије и да није стварно Темплар. Ецио се онда враћа у Италију да настави своју потрагу за Јабуком Едена.

### Assassin's Creed: Project Legacy
Assassin’s Creed: Project Legacy је била браузер РПГ(игре улога) Фејсбук апликација, дизајнирана као промоција и веза са Assassin's Creed: Brotherhood-ом. Игра је највише базирана на тексту, али укључује и графичке приказе и звук као и понеки видео.
Играчи су тест субјекти за Абстерго Индустрије који преживљавају животе предака других тест субјеката кроз Скенер остатака меморије, који је супротност Анимусу. Ови преци су исто асасини.
Први пакет мисија се зове „Италијански ратови“ и подељен је у 4 дела. Први део се фокусира на Бартоломеа д'Алвијана током битке код Ањадела. Други део се фокусира на Франческа Вечеља на мисији да убије Никола ди Питиљана (рођака Бартоломеа д'Албијана). Трећи део се фокусира на Марија Аудитореа и заштиту Монтериђонија. Четврти и последњи део се фокусира на Перота Калдерона, прикривеног асасина који пази на Лукрецију Борџију, у коју се заљубљује.
Други пакет мисија, са насловом „Рим“, је објављен је 16. новембра 2010. Први део се одвија између 1497. и 1503. и бави се бившом куртизаном, Фиором Кавацом. Бави се Фиорином умешаношћу у регрутовање армије за Борџије и наредне издаје. Други се одвија у 1503. и укључује Ђованија Борџију, који бежи од своје породице и прикључује се асасинима. Трећи део укључује Франческа Вечеља и његов тренинг да постане асасин под окриљем Ециа Аудитореа. Четврти део се опет фокусира на Ђованија Борџију, сада као асасина који се прикључује Ернану Кортезу на његовом путовању у Теночтитлан да добави Део Едена, једну од Кристалних Лобањи. Ђовани ју је донео до Бомбастуса на проучавање, резултујући у откривање формуле за Камен Мудрости.
Трећи пакет мисија, под насловом „Празници“ и њен први део назван Духови Божићне Прошлости појавио се 21. децембра 2010. са осталим мисијама које су се појавиле 2011. године. Први део се одвија у различитим временима и местима у историји: током Божићног примирја током Првог светског рата, истина о Биглу 2, повратак Чарлса II у Енглеску и у време Торинског покрова.
Четврти пакет прича, „Света Наука“ најављен је, али никада није издат. Такође, унапређени интерфејс, који се звао „DDS 2.0“ је најављен да стиже ускоро, са побољшањима и лакшим начином бирања пакета прича и прављења опреме, међутим, ни ово никада није издато.
Игра је касније искључена са Фејсбука и стављен на статус померен на неодређено. Према Ubisoft-у, разлог због искључења игрице био је тај да је менаџер игрице мистериозно нестао, иако је то било из маркетиншких разлога. Непознато је када ће се игра вратити у акцију.

### Assassin's Creed: Recollection
Assassin's Creed: Recollection је друштвена игра у правом времену за iOS. Игра доноси ново искуство у Assassin's Creed свет у којем су обожаватељи и нови играчи слични и боре се прса у прса у правом времену политичких борби са ликовима и локацијама из франшизе. Играчи такође могу откључавати колекцију илустрација која обухвата серијал . Игра има преко 280 сећања, и повезује се са ликовима из Assassin's Creed II и Assassin's Creed: Brotherhood. Мод за једног играча (Мод приче) има 10+ сати гејмплеја, са 20 мисија које се налазе између Барселоне и Константинопоља и садржи 10 изазовних мисија. У противничком моду, играчи могу да изазивају своје пријатеље и људе са целог света, супротстављајућу своје стратегије и способности једни са другима. Игра подржава Играчки Центар, који дозвољава пријатељима да прате достигнућа, изазивају пријатеље и играју против целог света. Можете ићи иза сцене у Галерију Уметности, колекцију илустрација који обухватају целу франшизу (Assassin's Creed, Assassin's Creed II, Assassin's Creed: Brotherhood, Assassin's Creed: Revelations и Assassin's Creed III) приказујући висок квалитет у дизајну ликова као и посвећеност пажње детаљима за локације. Кроз продавницу, играчи имају опцију да Купе Пакете за новац у игри, Анимус Кредит (Анимус Кредити могу бити купљени кроз апликацију за куповину), или да купе/продају сећања један другоме у маркету. Кратак филм Assassin's Creed: Embers се такође налази у игри.

### Assassin's Creed: Multiplayer Rearmed
Assassin's Creed: Multiplayer Rearmed је игра за више играча за iOS. То је само Assassin's Creed за више играча вођен економијом у игри. Циљ је убити додељену мету и избегавати да вас убије ваш ловац. Играч може куповати додатне ствари, ликове и способности као и да се такмичи са пријатељима и непријатељима широм света у игри за 4 играла у реалном времену. Играчи могу да се повежу преко Game Center-а користећи WI-FI или 3G. Такође је могуће играти са неким у непосредној близини преко блутута. Доступне мапе укључују Јерусалим, Сан Донато, Венецију и Алхамбру. 

### Assassin's Creed III: Liberation
Оригинални Assassin's Creed наслов за PlayStation Vitа-у је најављен да је у развоју за време Gamescom-а 2011, и садржао би причу са новим ликом. 4. јуна 2012. на E3, Liberation је званично најављен. Главни протагониста је креолска девојка по имену Авелин. Авелинин отац је францускои трговац а мајка јој је Африканка. Бивши роб ју је регрутовао у Асасински Одред и кренула је да се бори против ропства и са Темпларима. Авелин користи разна оружја у борби укључујући мачету и трску са стрелама за нападе на даљину.
Најављено је 10. септембра 2013, да ће игру поново објавити као Assassin's Creed: Liberation HD за PlayStation 3, Xbox 360 и Microsoft Windows преко PlayStation Network, Xbox Live Arcade и Steam-а у јануару 2014.

### Assassin's Creed: Pirates
Assassin's Creed: Pirates је мобилна игра, која је објављена за iOS и Android 5. децембра 2013. Развио га је Ubisoft Paris, игра прати капетана Алонсо Батилу, који није ни Асасин ни Темплар, како командује бродом и посадом crew, док укршта путеве са Асасинима и Темпларима. Игра се фокусира на борбу бродова у реалном времену. Игра  је 3D и садржи ветар и време који утичу на напредовање играча.

### Assassin's Creed Memories
Assassin's Creed Memories је мобилна игра која је била објављена за iOS уређаје 20. августа 2014. Развијана заједно са PlayNext и Gree-ом, игра комбинује колекцију карата и борбу, јурење мете и стратешке елементе заједно са опцијом такмичења у више играча. Додатне опције за више играча дозвољавају играчима да се придруже еснафу и онда имати 20 на 20 еснафске борбе. Memories садржи различита историјска доба, укључујући трећи крсташки рат, златно доба пиратства, феудални Јапан и Монголско царство.

### Assassin's Creed Chronicles
Assassin's Creed Chronicles је епизодична 2.5D акциона игра за Microsoft Windows, PlayStation 4 и Xbox One. Прва епизода је доступна са куповином Assassin's Creed Unity DLC сезонске карте и представља Шао Џун у Кини у 16. веку.

### Assassin's Creed Identity
Assassin's Creed Identity је надолазећа игра за iOS уређаје која је објављена почетком 2015. године. То је игра улога из трећег лица. Тренутно је објављена у Аустрији и Новом Зеланду у меком издању.

## Отказане игре

### Assassin's Creed: Lost Legacy
Assassin's Creed: Lost Legacy је наслов планиран за Nintendo 3DS. У игри би Ецио путовао у Масијаф. Концепт игре је прерастао у нешто што би могао да буде Assassin's Creed: Revelations, и наслов за 3DS је отказан 15. јула 2011.

### Assassin's Creed: Utopia
Assassin's Creed: Utopia је отказана мобилна игра која је планирана за Android и iOS уређаје. Прича игре би водила у Assassin's Creed III, али не би било повезаности у условима гејмплеја.
Utopia би заузела место у 17. веку, на почетку колонизације Северне Америке. Има распон од 150 година, да би помогло играчима да "открију како су Асасини утицали на историју и помогли обликовању оригиналних тринаест колонија нације." Гејмплеј укључује изградњу колонијалног града, и имаће више "друштвеног гледишта"него било која од ранијих игара. Асасин сваке колоније ће се упустити у "епске борбе ограниченог времена" са својим непријатељима и играчи ће бити у могућности да супротставе своје снаге против пријатеља у асинхроним 3D тучама. 

## Будућност
Кореј Меј, један од писаца серијала, је 2009. године изјавио да Assassin's Creed никада неће узети место у време Другог светског рата. Када су га питали о будућим серијалима, Себастиен Пуел из Ubisoft-а је рекао: "[...] не можемо направити 35 ових [Assassin's Creed игара]", док је Лорант Детек из Ubisoft-а рекао "надамо се да ћемо стићи до Assassin's Creed 10".
Новембра 2011, Ubisoft је послао анкету, у којој пита учеснике анкете које би локације и временске периоде волели да виде у "следећим Assassin's Creed играма". Ове локације и временски периоди су били средњовековна Кина, Викторијанска Енглеска (која је искоришћена за Assassin's Creed Syndicate), Стари Египат, Португалска и/или Шпанска инвазија Америка, Америчка револуција (која је искоришћена за Assassin's Creed III), руска револуција, феудални Јапан, и стари Рим. Алекс Хачинсон, креативни директор Assassin's Creed-а III, је навео да су најтраженије Assassin's Creed локације и временски периоди, Други светски рат, феудални Јапан и стари Египат  "три најгоре локације и временска периода за Assassin's Creed игру". На крају крајева, Хачинсон је изјавио да су он и Меј отворени за идеје будућем приступу игри за време британског Раја, која се сад састоји од модерних држава: Индије, Пакистана, Бангладеша и Мјанмара.
Јуна 2013, Ubisoft CEO Ивс Гилемот је изјавио да постоје три Assassin's Creed игре у развоју, од којих је једна вероватно Assassin's Creed IV: Black Flag, и још једна, тада непознати Assassin's Creed Unity. Гилемот је рекао: "Ми осигуравамо да тимови који стварају различите итерације имају довољно времена—две године, три године, да би могли да преузму ризик и да могу да промене концепт толико да и даље буде привлачан и свеж."
У августу 2013, директор Assassin's Creed IV: Black Flag-а  Ашраф Ишмаил је рекао да је крај франшизе написан. Ишмаил је рекао: "Имамо идеју где је крај и шта је крај. Али је Ивс [Гилемот, Ubisoft-ов општи шеф] наравно најавио смо ми годишњи наслов, достављамо једну игру годишње. У зависности од локације и временског доба и у зависности од онога што обожаватељи желе, дали смо себи више простора да уклопимо више у овај лук. Али постоји крај." У каснијем интервјуу, Ишмаил је прокоментарисао да би он и тим били заинтересовани да раде Assassin's Creed игру у добу старог Египта понављајући претходну изјаву да главни женски лик није немогућност за серијал.
У мају 2014, Гилемот је изјавио да ће Assassin's Creed игре наставити да се објављују на последњим генерацијама PlayStation 3 и Xbox 360 "за предвидиву будућност", упркос томе што франшиза прелази на тренутну генерацију PlayStation 4 и Xbox One са Assassin's Creed Unity-ем.

## Остали медији
Ubisoft је проширио Assassin's Creed франшизу на остале медије, укључујући филмове, стрипове и романе.

### Стрипови

#### Assassin's Creed: Graphic Novel
Ограничено издање Assassin's Creed-а обухватало је осмострани стрип који је показао две стране Алтаир Ибн-Ла'Ахадових и Дезмонд Мајлсових прича. Роман је, 2007. године био дистрибуиран и менаџерима EB Games продавнице како би промовисали игрицу. Прича служи као увод у прву Assassin's Creed игрицу и причана од стране оба лика. Стрип обухвата Дезмондово бекство из Абстерга 2012. године и једну од Алтаирових атентаторских мисија из 1191. године. Почетак стрипа обухвата упознавање два лика са Алтаиром који себе назива ловцем, док је Дезмонд затвореник. Иако се у почетку описују као супротности, до краја романа ће обојица себе описивати као убице.

#### Assassin's Creed, Volume 1: Desmond
Assassin's Creed Volume 1: Desmond је француски стрип који је написао Ерик Корберан и нацртао Ђиалали Дефокс. Био је објављен само у Француској, Канади, Белгији, Пољској и Италији. Стрип је објављен 13. новембра 2009. године, неколико дана пре него што је објављен Assassin's Creed II.  Прича је препричавање догађаја из Assassin's Creed и почетак Assassin's Creed II, углавном из Дезмондове садашње перспективе; на пример, откривено је да је Луси помогла Темпларима да киднапују Дезмонда. Такође поседују Субјеката 16 (наведен као Микел) и римског асасина по имену Акилус. Међутим, догађаји из стрипа се разликују од онога што се дешава у игрици. Речено је да је Субјекат 16 жив, али заробљен у анимусу, виртуалном симулатору стварности који се користи да оживи сећања древних родбина, али се не помињу Шаун и Ребека.

#### Assassin's Creed, Volume 2: Aquilus
Assassin's Creed Volume 2: Aquilus је француски стрип који је написао Ерик Корберан и нацртао Ђиалали Дефок. Прича почиње сећањем младог Дезмонда на разговор са оцем. Он се пробуди и разговара са Луси. Пошто је упознао Ребеку, Шауна и остале асасине улазе у камион и возе до Монтериђионија.
У међувремену, Дезмонд поново доживљава сећања везана за Акилуса уз помоћ анимуса после његове очигледне смрти у првом делу. Римског асасина је спасио његов рођак, Аксипитер и он има задатак да спасе Лунгдунум. Среће се са својим оцем и открива један предмет прве цивилизације: анк који привремено може да оживи мртве. Онда је сенатор Темплар, Вултур, који је убио Акилусовог оца, украо мистериозни објекат.
Савремена прича се наставља као борба Асасина и Абстерго агената када они на путу упадају у заседу. Касније је откривено да је издајник у камиону Асасина, и Дезмонд се суочава са ситуацијом. Група коначно стиже у Монтериђиони и на крају. Наговештено је да је предмет анк можда скривен унутар зидина града.

#### Assassin's Creed, Volume 3: Accipiter
Директор и лабораторијски техничар су послали Џонатана Хока да поново доживи Аксипитерове успомене. Послали су га у 259 CE када су Аксипитерови Аламанси прелазили из Родануса у Гвинеју и Аубе да се суоче са римским снагама у Опидуму. Битка је дуго и крваво беснела, али Аксипитерове снаге су на крају победиле. Аксипитер је након битке дочекао иберијског асасина Куервоа који је дошао да честита Аламансима на победи и разговара о будућности.

#### Assassin's Creed, Volume 4: Hawk
Assassin's Creed, Volume 4: Hawk је четврти део француског стрипа. Сконцентрисан је око приче о Џонатану Хоку и његовог египатског претка, Нуме Ал'Камсина, члана Асасина из 14. века. Објављен је 16. новембра 2012. године.

#### Assassin's Creed, Volume 5: El Cakr
Assassin's Creed, Volume 5: El Cakr је пети део француског стрипа. Сконцентрисан је око приче о Џонатану Хоку и његовог египатског претка, Нуме Ал'Камсина, познатом и као "Ел Какр". Објављен је 31. октобра 2013. године.

#### Assassin's Creed, Volume 6: Leila
Assassin's Creed, Volume 6: Leila је шести део француског стрипа. Сконцентрисан је око приче о Џонатану Хоку и његовог египатског претка, Нуме Ал'Камсина, познатом и као "Ел Какр". То је последњи део египатске приче. Објављен је 31. октобра 2014. године.October 2014.

#### Assassin's Creed: The Fall
У јулу 2010, Ubisoft је најавио мини серију стрипа из 3 дела смештен у Assassin's Creed свет као део њихове UbiWorkshop иницијативе. Ubisoft је унајмио илустраторе Камерон Стјуарта и Карла Кершла. Обојица су добитници више награда за стрип. Прво издање серијала је издато 10. новембра 2010, а други део 1. децембра 2010. Издао га је WildStorm. Радња стрипа се врши између 1888. и 1908. године у Русији и 1998. у САД. Прича прати Николаја Орелова и његовог потомка Данјела Кроса, алкохоличара на одвикавању који доживљава ефекат крварења у канцеларији терапеута.

#### Assassin's Creed: The Chain
The Chain је наставак стрипа The Fall која комплетира причу Николаја Орелова као и фокусирање на његовог потомка, Данијела Кроса. Стрип ће такође осветлити неке догађаје у Assassin's Creed III. Издат је средином 2012.

#### Assassin's Creed: Brahman
Brahman је смештен у 19. веку у Индији, и представља новог асасина, Арбаза Мира. Написао га је Брендан Флечер а нацртали су га Камерон Стјуарт и Карл Кершл. Објављен је крајем 2013. године у Северној Америци.

#### Assassin's Creed: Trial by Fire
Осцилујући између савременог Сан Диега и суђењима вештицама из Сејлема, "Assassin's Creed" прати Шаролет де ла Круз, претерано образовану теоретичарку завере, коју убрзо нападају Темплари пошто сазнају да је потомак Асасина. Серијал је објавио Titan Comics, и написали су га Кил Шекспиров Антони Дел Кол и Конор Мекрири, илустровао Нил Едвардс и обојио Иван Нунес.

### Филмови

#### Assassin's Creed: Lineage
Assassin's Creed: Lineage је тридесетшестоминутни филм чија радња претходи Assassin's Creed-у II.
Филм, који је објављен у три дела на YouTube-у, је промовисао игру и предстаља први покушај
Ubisoft-а да направи прве кораке у филмској индустрији. Прати причу Ђованија Аудитореа, Ециовог оца,
док испитује мистериозни атентат Галеацо Мариа Софорце, Војводе Милана, и први сазнаје за заверу Родрига Борџие.

#### Assassin's Creed: Ascendance
Ascendance је анимирани краткометражни филм UbiWorkshop-а и Ubisoft Montreal-а, који попуњава рупе у причи између Assassin's Creed II и Assassin's Creed: Brotherhood. Приказује причу о томе како се Чезаре Борџија попео на власт. Анимирани филм је објављен 16. новембра 2010.
Кратка прича се одвија усред догађаја из Brotherhood-а, док Ецио Аудиторе чека и прикупља податке о Чезару Борџији, од са капуљачом мушкарца за кога се касније сазнаје да је Леонардо да Винчи. Може се купити помоћу услуга Xbox Live, PlayStation Продавнице и iTunes Продавнице.

#### Assassin's Creed: Embers
Embers је кратак анимирани филм UbiWorkshop-а. Филм је бонус у потписаној и колекционарској верзији Assassin's Creed: Revelations. UbiWorkShop је објавио промотивни видео 21. јула 2011, који је представљен на Comic-Con-у 2011. The Embers промотивни видео приказује старијег Ециа и његову породицу. Он се плаши да неко покушава да га се домогне.
Програмери су описали Embers на 2011 Comic Con-у, на Assassins Creed штанду као последњи епилог Ециове приче, и ако може да се гледа у свако време, требало би га гледати након завршавања приче Assassin's Creed: Revelations-а да би се комплетно разумела и комплетирала прича Ециа Аудиторе да Фиренце.
Кратак филм приказује старијег Ециа, како живи миран живот на селу у Тоскани са женом Софијом и децом Флавиом и Марчелом и како пше мемоаре. Једног дана се појављује странац, кинески женски Асасин по имену Шао Џун, која је дошла код Ециа са циљем да добије знања о његовом животу као Асасину. Иако Ецио преферира да Џун не остаје, због његове жеље да остави своје Асасинске дане у прошлости, Софија јој дозвољава да преноћи. Следећег дана, Ецио запажа Џун како чита његове мемоаре и нуди јој да оде, али је попустио након што га је питала шта значи бити Асасин. Док је био на путу ка Фиренци, Ецио се присећа приче како су његов отац и браћа погубљени на градском тргу, форсирајући га да постане Асасин, и како је такав живот дефинисан болом и доноси узроке. Кад су кренули, напао их је странац, за којег се испоставило да је азијског порекла такође. Након што га је убила, Џун је открила да је она бивши конкубинат, и сада бежи од слуга кинеског цара Женде, и објашњава како је бивши мајстор спасио од његовог утицаја.након што се вратио кући, Ецио је рекао Софији и његовој деци да иду, знајући да ће остали доћи. Затим учи Џун кључем за ослобађање њених људи од утицаја цара. Касније те ноћи, Ециову вилу су напали још Шао Џуниних непријатеља, и након борбе, он их све успешно елиминише. Следећег јутра, Ецио даје Шао Џун малу кутију и каже јој да ће је можда искористити једног дана, али само ако "изгуби свој пут". Затим је шаље ван када су се два јахача појавила код виле. Негде после, Ецио путује до Фиренце са женом Софијом и њиховом ћерком Флавијом, упркос срчаним проблемима од којих пати. Док се одмарао на клупи и ћаскао са младићем са ожиљком на лицу, сличан тип човека који је он био, уздише и умире на очиглед његове породице. Филм се завршава тако што се чита задње Ециово писмо Софији, говорећи да од свих ствари које су га одржавале кроз живот, љубав према свету око њега је била најјача.

#### Театрална адаптација филма
Акциони филм, Assassin's Creed, је смештен у истом универзуму као видео игре и остали медији, је заказан за 16-и децембар 2016. Развој филма је почео у октобру 2011, када су Sony Pictures ушли у завршне преговоре Ubisoft Motion Pictures-ом да направе филм. У јулу 2012, Мајкл Фасбендер је најављен као звезда у филму, а такође је и ко-продуцент филма. Његова улога је откривена у августу 2015 као Калум Линч, чији је предак Агилар, асасин из 15. века у Шпанији. У октобру 2012, Ubisoft је открио да филм више не продукује Sony Pictures, уместо тога ко-продукује га New Regency и дистрибуира 20th Century Fox. У јануару 2013, Михаел Лезли је унајмљен да пише филм, са Скотом Франком, Адамом Купером и Били Колеџом преписујући скрипта. На крају априла 2014, Џастин Курцел је био у разговорима за директора. Очекује се да ће режирање фотографије да почне 31. августа 2015, са снимањем у Малти, Лондону и Шпанији.

### Новеле

#### Assassin's Creed: Renaissance
Assassin's Creed: Renaissance је роман заснован на Assassin's Creed серијалу који је написао Оливер Бауден и издао Penguin Books. То је роман верзија Assassin's Creed II; however, уместо да обухвата велики временски период, смештен је у 15. веку без наговештаја данашњих догађаја из игре

#### Assassin's Creed: Brotherhood
Assassin's Creed: Brotherhood је наставак Assassin's Creed серијала које је написао Оливер Бовдена и објавио Penguin Books. То је новелизована верзија игрице Assassin's Creed : Brotherhood баш као и претходна књига. Такође, не садржи ниједан догађај игрицине садашњости укључујући и Дезмонда, само референца за "фантома" од стране Ециа. За разлику од догађаја игрице која почиње 1499-те, ова верзија приче почиње 1503.

#### Assassin's Creed: The Secret Crusade
Assassin's Creed: The Secret Crusadе је трећа Assassin's Creed књига коју је написао Оливер Бовден и објавио Penguin Books. Причу прича Николо Поло, отац Марка Пола, и односи се на живот Алтаир Ибн-Ла'Ахада. објављен је 20. јуна 2011.

#### Assassin's Creed: Revelations
Assassin's Creed: Revelations је четврта новела и наставак Assassin's Creed серијала које је написао Оливер Бовдена и објавио Penguin Books. Датум издања романа је 24. новембар 2011 за Уједињено Краљевство и 29. новембар 2011 за Северну Америку. Као претходне новеле Renaissance и Brotherhood, ово је новелисана верзија Assassin's Creed: Revelations-а. Додатно као из претходних романа, не садржи ниједан догађај из садашњости игрице укључујући Дезмонда. Као у игри, Ецио Аудиторе мора да остави свој живот иза у потрази за одговорима, у потрази за истином. У Assassin's Creed: Revelations-у, мајстор асасин Ецио Аудиторе иде стопама легендарног ментора Алтаира, на путу да открије откровење. То је ризичан пут—онај који води Ециа у Константинопољ, срце Отоманског царства, где растућа армија Темплара прети да дестабилизује регион.

#### Assassin's Creed: Forsaken
Assassin's Creed: Forsaken је наставак Assassin's Creed серијала који је написао Оливер Бовден. Садржи живот Хејтам Кенвеја за његове године пре догађаја Assassin's Creed-а III.

#### Assassin's Creed: Black Flag
Assassin's Creed: Black Flag  је наставак Assassin's Creed серијала који је написао Оливер Бовден. Роман бележи догађаје из истоимене игре. Објављен је 7. новембра 2013.

#### Assassin's Creed: Unity
Assassin's Creed: Unity је наставак Assassin's Creed серијала који је написао Оливер Бовден. Роман се фокусира на догађаје игре из Елисине перспективе Elise's perspective, а након тога из Арнове перспективе након што Врховни Темплар Франсоа-Томас Жермен убија Елису, кога касније убија Арно. Објављен је 20. новембра 2014.

#### Assassin's Creed: Underworld
Assassin's Creed Underworld разоткрива причу о мајстору асасину Хенри Грину/Џејадип Миру, сину индијског мајстора асасина Арбаз Мира и његове жене Пијаре Каур (прво двоје који су се појавили у Assassin's Creed:Brahman), шест година пре него што су приказани догађаји у Assassin's Creed: Syndicate-у.

### Књиге

#### Assassin's Creed: Encyclopedia
UbiWorkshop је издао енциклопедију Assassin’s Creed серијала 2011. године. У почетку замишљен као сликовница, пројекат је добио толико материјала да је компанија одлучила да га прошири у енциклопедију. У њој ће и даље бити радови уметника, као што су Крејг Мулинс, Тејвис Кобурн, 123Клан, Габз и Џејмс НГ. Уметницима је дата уметничка слобода, таква да су могли да направе уникатног асасина из било ког периода. У књизи са илустрацијама постоји секција у којој фанови могу допринети својом уметношћу. Цена енциклопедије је 39.95 долара.

У новембра 2012, да би се подударала са Assassin’s Creed-ом III, UbiWorkshop је издао друго издање енциклопедије. Ово издање садржи додатних 120 страна, које покривају и Assassin’s Creed III и Assassin’s Creed: The Chain, као и прегледан садржај на основу повратних информација.
Трећа верзија Assassin's Creed Енциклопедије је ажурирано издање са тврдим корицама и садржи информације о ликовима и догађајима из  Assassin's Creed IV: Black Flag-а и Assassin's Creed: Brahman-а заједно са новим илустрацијама и концептима. Објављен је целом свету 11. новембра и садржи 390 страница новог садржаја и прерађену верзију другог издања, која је доступна куповином у UbiWorkshop-у.

### У осталим медијима
У Wii игри Academy of Champions: Soccer 2009. године, Алтаир се појављује као лик који се може играти заједно са осталим Ubisoft ликовима. У игри Soulcalibur V из 2012. године Ецио се појављује као борац који се може играти. Sackboy, лик из LittleBigPlanet и његовог наставка, може бити костимиран као Ецио. У Prince of Persia: The Forgotten Sands постоји одело које се може откључати преко Uplay. У Prince of Persia (2008), Алтаиров костим се може откључати кодом који се добије ако се игра наручи пре званичног објављивања (pre-order). Final Fantasy XIII-2 има костим Еција из Assassin's Creed: Revelations-а као опционални костим понуђен као DLC. У PC/Mac верзији Team Fortress 2, две промотивне ставке су представљене у 2011 месецима пре Assassin's Creed: Revelations издања. Обе су биле за класу Шпијун, прва ставка је био иконско скривено сечиво, а друга је капуљача коју Ецио носи Revelations-у. У Metal Gear Solid 4: Guns of the Patriots, одело Алтаира је доступно и може да се откључа, и ако је на почетку то била првоаприлска шала Хидео Којиме. У индијском филму, Velayudham, костим суперхероје који носи протагониста је видљиво заснован на Алтаировом костиму уAssassin's Creed-у.

## Закључак
Aggregate review scores
As of December 4, 2015.
| Игра                                  | Metacritic                                    |
| Assassin's Creed                      | (PC) 79 (PS3) 81 (X360) 81                    |
| Assassin's Creed: Altaïr's Chronicles | (NDS) 58                                      |
| Assassin's Creed: Bloodlines          | (PSP) 63                                      |
| Assassin's Creed II                   | (PC) 86 (PS3) 91 (X360) 90                    |
| Assassin's Creed II: Discovery        | (NDS) 69                                      |
| Assassin's Creed: Brotherhood         | (PC) 88 (PS3) 90 (X360) 89                    |
| Assassin's Creed: Revelations         | (PC) 80 (PS3) 80 (X360) 80                    |
| Assassin's Creed III                  | (PC) 80 (PS3) 85 (WIIU) 85 (X360) 84          |
| Assassin's Creed III: Liberation      | (PC) 66 (PS3) 64 (Vita) 70 (X360) 62          |
| Assassin's Creed IV: Black Flag       | (PC) 84 (PS3) 88 (PS4) 83 (WIIU) 86 (X360) 86 |
| Assassin's Creed Rogue                | (PC) 74 (PS3) 72 (X360) 72                    |
| Assassin's Creed Unity                | (PC) 70 (PS4) 70 (XONE) 72                    |
| Assassin's Creed Syndicate            | (PC) 75 (PS4) 76 (XONE) 78                    |

Assassin's Creed серијал, посебно главне игре, добили су позитивне рецензије од фанова и критичара, од којих многи називају Assassin's Creed "...истакнут серијал [седмој генерацији генерацији] конзола". Серијал је продао преко 73 милиона копија од априла 2014. године.